# Korczyców
 Korczyców (niem. Kurtschow) – wieś w Polsce, położona w województwie lubuskim, w powiecie krośnieńskim, w gminie Maszewo.
W latach 1945-54 siedziba gminy Korczyców. W latach 1975–1998 miejscowość administracyjnie należała do województwa zielonogórskiego.

## Zabytki
Do wojewódzkiego rejestru zabytków wpisany jest:
- ruina kościoła, z XV wieku, XVII wieku.